# Dear Future Husband
Dear Future Husband è un singolo di Meghan Trainor, terzo singolo estratto dal suo album di debutto Title.
Il brano doveva essere il secondo singolo estratto dall'album in seguito al successo mondiale di All About That Bass, ma è stato sostituito da Lips Are Movin. La canzone è stata scritta da Trainor e da Kevin Kadish ed è stata pubblicata sotto la Epic Records il 17 marzo 2015.
Il testo della canzone tratta di temi di cavalleria e matrimonio, ed elenca le qualità necessarie che la cantante desidererebbe in un marito.

## Video musicale
Il filmato inizia nel giardino di una grande casa, dove un bambino ed una bambina giocano a scambiarsi convenevoli da fidanzati. La cantante interpreta tre diverse tipologie di scena, che si alternano con un montaggio serrato e ricco di ritmo. 
- All'interno della casa, Meghan canta in compagnia di quattro ragazzi, ed esegue movimenti di danza tra due ballerine;
- negli stacchetti, la cantante appare intenta ad eseguire tipici lavori domestici, come preparare pasta ed elaborati dolci fatti in casa, o lavare le piastrelle del pavimento con spazzola, spugna e secchio, letteralmente sdraiata per terra;
- tre diversi pretendenti suonano alla porta, ma dopo aver mostrato scarse attitudini alla vita coniugale, vengono respinti, con la esplicita dicitura "FAIL": il primo ragazzo propone a Meghan una minuscola pietanza di nouvelle cuisine, ma la biondona si ritrae disgustata; il secondo la accompagna al Luna Park, ma si rivela assai debole nel manovrare il martello misuratore di forza, che non va oltre uno striminzito punteggio pari a 13; il terzo spasimante invita la miss ad una gita in barca a remi, ma perde ben presto l'equilibrio, nonché il controllo dell'imbarcazione.
- Infine, alla porta si presenta sorridendo il ragazzo della pizza express (interpretato dal cantante e pianista Charlie Puth): Meghan lo afferra con decisione per la camicia e, raggiante, lo fa entrare in casa...

## Classifiche
| Classifica (2014) | Posizione massima |
| ----------------- | ----------------- |
| Canada            | 37                |
| Nuova Zelanda     | 27                |
| Stati Uniti       | 14                |